# Pontus Kåmark
Pontus Kåmark (Västerås, Švedska, 5. travnja 1969.) je bivši švedski nogometaš i nacionalni reprezentativac. Kao igrač, Kåmark je s IFK Göteborgom pet puta bio švedski prvak dok je s Leicester Cityjem 1997. osvojio engleski Liga kup.
Kao reprezentativac, Kåmark je sa Švedskom osvojio treće mjesto na Svjetskom prvenstvu u SAD-u 1994.
Danas Pontus Kåmark radi kao nogometni ekspert na švedskoj televiziji TV4.

## Osvojeni trofeji

### Klupski trofeji
| Klub           | Trofej            | Godina  |
| Švedska        | Švedska           | Švedska |
| -------------- | ----------------- | ------- |
| IFK Göteborg   | Švedsko prvenstvo | 1990.   |
| IFK Göteborg   | Švedsko prvenstvo | 1991.   |
| IFK Göteborg   | Švedsko prvenstvo | 1993.   |
| IFK Göteborg   | Švedsko prvenstvo | 1994.   |
| IFK Göteborg   | Švedsko prvenstvo | 1995.   |
| IFK Göteborg   | Švedski kup       | 1991.   |
| Engleska       |                   |         |
| Leicester City | FA Liga kup       | 1997.   |

### Reprezentativni trofeji
| Reprezentacija | Turnir           | Trofej  |
| Švedska        | Švedska          | Švedska |
| -------------- | ---------------- | ------- |
| Švedska        | SP 1994. u SAD-u | Bronca  |

## Vanjske poveznice
- Statistika igrača na Soccerbase.com  Arhivirana inačica izvorne stranice od 6. srpnja 2010. (Wayback Machine)